# Carlos Giannazi
Carlos Alberto Giannazi (São Paulo, 15 de dezembro de 1961), mais conhecido como Carlos Giannazi, é um professor e político brasileiro, filiado ao Partido Socialismo e Liberdade (PSOL).
Atualmente exerce o quarto mandato de deputado estadual pelo estado de São Paulo.

## Biografia
Nascido em São Paulo, formou-se em história pela Universidade de Santo Amaro, onde passou a lecionar pelos próximos 18 anos, concomitantemente a uma carreira de docente do ensino público. Posteriormente tornou-se diretor escolar e mestre em história e filosofia da educação e Doutor em história econômica pela Universidade de São Paulo (USP). Seu irmão, Celso Giannazi, é vereador da cidade de São Paulo desde 2019, também pelo PSOL.

## Carreira política

### Vereador de São Paulo
Filiou-se no Partido dos Trabalhadores (PT) em 1980, tendo concorrido a sua primeira eleição em 1992, onde concorreu para o cargo de vereador de São Paulo e recebeu cerca de 6 mil votos mas não foi eleito. Posteriormente exerceu mandato de vereador da cidade de São Paulo em duas legislaturas (2000 a 2007). Como parlamentar atuou na defesa do magistério, da educação pública e da cidadania, junto aos movimentos sociais e a sociedade civil.

### Deputado Estadual
Eleito em 2006 com 50.269 votos para exercer seu primeiro mandato de deputado estadual, Carlos Giannazi se candidatou novamente nas eleições de 2010 conseguindo se reeleger com 100.808 votos. Como vereador em São Paulo, foi presidente da CPI da Educação e vice-presidente da CPI dos Bancos, atuando ainda na comissão de Educação (como vice-presidente). Na Câmara, criou o Observatório Municipal da Demanda Escolar e lançou a campanha "Criança Fora da Escola é Crime". É o atual líder da bancada do PSOL na Assembleia Legislativa de São Paulo.
O PSOL confirmou na tarde de 31 de março de 2012, Carlos Giannazi como candidato à eleição municipal paulistana em 2012. Ele também cumpriu dois mandatos como vereador. Recentemente, Giannazi atuou em defesa da garantia de direitos dos desabrigados no Desocupação de Pinheirinho. Em 2005, Giannazi (na época vereador) foi expulso do PT por votar contra o projeto da prefeita Marta Suplicy que reduziu o investimento na educação.
A reeleição em 2018, com 218.705 votos, colocou Giannazi como o terceiro deputado mais votado do Estado e o primeiro da esquerda e oposição ao governo tucano de João Doria.
No parlamento, tem sido considerado como um deputado combativo, que fiscaliza e cobra o governo. Seu mandato tem se pautado em defesa e pela melhoria dos serviços públicos e condições de trabalho dos servidores públicos nas àreas da educação, saúde, transportes, meio ambiente, segurança pública, cultura lazer e habitação.
Tem lutado pelo retorno do projeto da gestão de Erundina, a qual colocou a problemática habitacional como prioridade ao apoiar a implantação da habitação de interesse social por mutirão autogerido, o que ajudou a diminuir o déficit habitacional no município. A prática do mutirão foi descontinuada por seus sucessores, como Paulo Maluf, os quais priorizaram a construção de edifícios de apartamentos por métodos convencionais, visto que os mutirões proporcionavam um certo nível de organização política aos envolvidos, assim como possibilitavam sua mobilização com relação ao atendimento de suas demandas, o que não ocorria nos projetos habitacionais de Maluf e dos demais prefeitos. Dentre as leis aprovadas pelo deputado, é possível citar as que dão aos profissionais da educação das redes públicas municipais e estadual de ensino, o direito a pagar meia-entrada em eventos culturais e de lazer, a que limita o número de alunos em salas de aula das rede de ensino pública estadual e privada quando houver matrícula de estudante com deficiência e a que dá aos professores readaptados da rede pública estadual o direito à aposentadoria especial.

## Desempenho nas Eleições
| Ano  | Eleição                | Coligação                                           | Partido | Candidato a       | Votos   | Resultado  |
| ---- | ---------------------- | --------------------------------------------------- | ------- | ----------------- | ------- | ---------- |
| 1992 | Municipal de São Paulo | (PT)                                                | PT      | Vereador          | 6.000   | Não eleito |
| 2000 | Municipal de São Paulo | "Muda São Paulo" (PT/PCdoB/PHS/PCB)                 | PT      | Vereador          | 24.992  | Eleito     |
| 2004 | Municipal de São Paulo | (PT / PTB)                                          | PT      | Vereador          | 41.039  | Eleito     |
| 2006 | Estadual de São Paulo  | Frente de Esquerda por São Paulo (PSOL, PCB, PSTU)  | PSOL    | Deputado estadual | 50.269  | Eleito     |
| 2008 | Municipal de São Paulo | Alternativa de Esquerda para São Paulo (PSOL, PSTU) | PSOL    | Vice-prefeito     | 42.616  | Não eleito |
| 2010 | Estadual de São Paulo  | sem coligação                                       | PSOL    | Deputado estadual | 100.808 | Eleito     |
| 2012 | Municipal de São Paulo | Frente de Esquerda (PSOL, PCB)                      | PSOL    | Prefeito          | 62.431  | Não eleito |
| 2014 | Estadual de São Paulo  | Frente de Esquerda (PSOL, PSTU)                     | PSOL    | Deputado estadual | 164.929 | Eleito     |
| 2018 | Estadual de São Paulo  | Sem Medo de Mudar São Paulo (PSOL, PCB)             | PSOL    | Deputado estadual | 208.715 | Eleito     |
| 2022 | Estadual de São Paulo  | Federação PSOL REDE (PSOL, REDE)                    | PSOL    | Deputado estadual | 276.811 | Eleito     |

## Controvérsias
Giannazi foi expulso do PT por duas vezes, sendo a primeira em 2002 ao votar contra o orçamento para a educação proposto pela prefeitura (governada à época por Marta Suplicy, então no PT). Sua sessão de expulsão, realizada pelo diretório municipal foi tumultuada, tendo sido registradas agressões ao então secretário de transportes de São Paulo, Carlos Zarattini, Após recorrer da decisão ao diretório estadual teve sua expulsão comutada para suspensão de um ano. Em 2005, mais uma vez contraria a orientação partidária e é expulso ao se lançar candidato ao cargo de presidente da câmara. Após a segunda expulsão, filia-se ao PSOL.
Em 2010, o deputado elabora o polêmico Projeto de lei nº 100, onde propôs renomear a Estação Anhangabaú do Metrô de São Paulo para Zumbi dos Palmares. Vista como caricata, a proposta acabou rejeitada, após cinco anos de tramitação. Segundo um artigo divulgado na 22ª Semana de Tecnologia Metroferroviária da Associação dos Engenheiros e Arquitetos de Metrô (AEAMESP), o custo de modificação do nome de uma estação ferroviária intermediária como Anhangabaú é de quase R$ 620 mil, razão pela qual a CPTM e o Metrô-SP evitam renomear suas estações, salvo quando obrigados por força de lei. A apresentação de projetos considerados irrelevantes (como o visto acima) é um dos males da Assembléia Legislativa de São Paulo. De acordo com uma reportagem do jornal El País, em 2016, apenas 18% dos projetos da Assembléia foram considerados úteis para sociedade. Isso não demoveu Giannazi de apresentar a mesma proposta (Projeto de Lei 122 de 2019) nove anos depois alegando existir uma suposta memória histórica que justificaria esse custo ao erário.
Em 2018, durante uma discussão sobre o projeto Escola sem Partido na Assembléia Legislativa, Giannazi foi acusado de agressão pelo deputado eleito Douglas Garcia (PSL). Giannazi, por seu turno, acusou Garcia de tentar tirar o microfone de sua mão e tumultuar o evento para tentar inviabilizá-lo.